# بيتينا بوبوفا
بيتينا فاديموفنا بوبوفا (بالروسية: Бетина Вадимовна Попова) هي راقصة جليدية تنافسية روسية متقاعدة. ولدت في 2 نوفمبر 1996 في فلاديفوستوك، روسيا.

## روابط خارجية
بيتينا بوبوفا على موقع الاتحاد الدولي للتزلج (الإنجليزية)
- بيتينا بوبوفا على موقع الاتحاد الدولي للتزلج (الإنجليزية)